# Komainu
Komainu (jap. 狛犬, 高麗犬, dt. wörtlich „Goguryeo-Hund“, sinngemäß „koreanischer Hund“; auch 胡麻犬 goma inu) sind meist steinerne Wächterfiguren in Löwengestalt, die vor oder in japanischen buddhistischen Tempeln und Shintō-Schreinen zur Abwehr böser Geister aufgestellt wurden.
Koma (狛 bzw. 高麗) ist ein alter japanischer Name für das historische koreanische Königreich Goguryeo (高句麗 Kōkuri) das im Jahr 668 unterging, während inu ‚Hund‘ bedeutet. Der Name ergibt damit „Goguryeo-Hund“ bzw. „koreanischer Hund“ und stand ursprünglich nur für eine spezielle hundeähnliche Form.
Während der Nara-Zeit (8. Jahrhundert) wurde aus China der Brauch übernommen ein Paar von chinesischen Wächterlöwen (獅子 shishi, dt. Löwe, bzw. 唐獅子 karajishi, dt. wörtlich „Tang-Löwe“, sinngemäß „chinesischer Löwe“) zum Schutz aufzustellen. In der darauf folgenden frühen Heian-Zeit wurde dem chinesischen Löwen, der auf der linken Seite mit offenem Maul (阿形, Agyō, „A-Form“) dargestellt wurde, ein koreanischer Hund (komainu) mit geschlossenem Maul (吽形, Ungyō, „Un-Form“) und teilweise einem Horn zur rechten Seite beigestellt.
Diese Unterscheidung zwischen Löwe und Hund fiel bald weg, wobei die Paarung von Löwen mit geöffneten und geschlossenen Mund erhalten blieb. Die Bezeichnung Komainu wurde jedoch auf beide Formen ausgedehnt. Eine solche a-un genannte Paarung findet sich auch bei den Niō-Wächterfiguren. Beide bezeichnen die Sanskrit-Laute a und hūṃ, die nicht nur für eine Intonation mit geöffneten bzw. geschlossenen Mund stehen, sondern auch jeweils für den ersten und letzten Laut im Sanskrit-Alphabet und damit auch für den Anfang und das Ende aller Dinge (vgl. auch Alpha und Omega).
Zudem waren die Figuren anfangs aus Holz und im Inneren von Gebäuden – in der Heian-Zeit auch als Gewichte oder Stopper für Vorhänge und Schiebewände –  oder unter dem Schutz eines Daches platziert und erst später vor Gebäude gestellt. Um sie vor den Elementen zu schützen, wurde dann dazu übergegangen, sie aus Stein zu meißeln.
Hervorzuheben sind die Komainu des Tōdai-ji, die bei dessen Wiederaufbau Ende des 12. Jahrhunderts von dem chinesischen Steinmetz Chinnakei angefertigt wurden und daher von der japanischen Formensprache abweichen und nicht dem A-Un-Schema folgen. Diese dienten wiederum als Vorbild für die Komainu des Yasukuni-Schreins und des Kiyomizu-dera. Nachdem die Komainu fester Bestandteil der japanischen Kultur wurden, kam ebenfalls die Tendenz hinzu, diese in humoristischer Form darzustellen.